# 吉尔·迪塞普
吉爾·迪塞普（Gilles Duceppe，法語發音：[ʒil dysɛp]；1947年7月22日—），加拿大政治人物，魁北克独立运动支持者，并在1996年、1997-2011年以及2015年三段時期担任魁独党派魁北克集团的党魁。他曾於1990年-2011年間擔任加拿大國會下议院议员，代表魁北克省的勞里埃－聖瑪莉選區（Laurier—Sainte-Marie），期間從1997年3月至6月短暂担任下议院官方反对党领袖。魁人政團在2011年聯邦大選中大敗，迪塞普亦失掉自己的議席，因此他辞任党魁。四年后他重回魁北克集团擔任黨魁並帶領該黨競逐2015年聯邦大選，然而他未能重奪下议院議席並再度辞去黨魁職務。

## 早年生活
迪塞普出生于魁北克蒙特利尔，母親為埃萊恩·羅利（Hélène Rowley），父親為演员讓·迪塞普（Jean Duceppe），外祖父約翰·羅利（John James Rowley）是一个英国人。他父親曾於1954年協助讓·德拉波（Jean Drapeau）競逐蒙特婁市長，並於1961年成為加拿大新民主黨的創始黨員之一。
迪塞普在六年级时因为抱怨说英语的学生得到老师的优待后，被英语为母语的老师掌掴；迪塞普称他打回了那位老师一耳光。受到由瑞內·勒維克創辦的魁北克独立运动组织主權關聯運動（Mouvement Souveraineté-Association）所啟發，他於20岁成為魁獨支持者。
迪塞普在聖路易山學院（Collège Mont-Saint-Louis）完成高中教育后到蒙特利尔大学攻读政治学，1968年成为魁北克学生联盟（Union générale des étudiants du Québec）副主席，1970年起担任該校學生報章《拉丁區》（Quartier Latin）的總經理，但没有完成学位。他於1972年成為奧雪來嘉－邁松訥夫（Hochelaga-Maisonneuve）居民委員會的調停員，曾任醫院夜更护士助理達五年，並於1977年成为皇家維多利亞醫院（Royal Victoria Hospital）的职员代表。
這些年間他倡議共产主义，并且加入毛主義政党加拿大工人共产党（Workers' Communist Party of Canada），期間因敵對行為而被医院开除。他又於1980年魁北克公民投票中故意作废选票，并謂魁北克人应集中精力對抗资本主义。他后来称加入該党為一错误抉擇。他於1981年成为國家職工會聯會（Confédération des syndicats nationaux）的工會組織员，1986年則成為該機構的谈判员。

## 晉身國會
迪塞普於1990年競逐蒙特婁勞里埃－聖瑪莉選區（Laurier—Sainte-Marie）的加拿大国会下议院議席补选，結果擊敗加拿大自由党候選人葛達理（Denis Coderre）成功當選，首度晉身國會。
在魁北克集团正式獲加拿大選舉局註冊為政黨前，迪塞普以独立议员身份在國會議政。除迪塞普外，所有魁北克集团國會议员皆以加拿大进步保守党或加拿大自由党黨員身份當選，後來才轉投魁人政團，外界曾因此質疑以魁人政團黨員身份競選的候選人能否當選国会议员。迪塞普的勝利顯示公開支持魁獨的魁人政團能夠獲取魁北克選民支持並贏取選舉。
迪塞普於1993年聯邦大選中以魁人政團黨員身份連任勞里埃－聖瑪莉選區国会议员，並獲任為該黨黨鞭；往後他從1997年至2008年皆在同一选区連任国会议员。

## 魁北克集团领袖

### 1990年代末
布沙爾（Lucien Bouchard）於1996年1月辭任魁人政團黨魁，改任魁北克省級政黨魁北克人党黨魁，迪塞普則担任魁北克集团临时黨魁至戈捷（Michel Gauthier）於同年2月繼任為止。然而，戈捷因領導作風受黨員質疑而於1997年3月被逼辭職，迪塞普其後則成功當選黨魁。魁人政團當時為下議院第二大黨，迪塞普遂兼任下議院官方反對黨領袖。
1997年聯邦大选競選期間，迪塞普身穿浴帽到访一家起司工厂，成為加拿大媒体的笑柄。魁人政團在該屆大選贏取魁省75個下議院議席中的45個，失去官方反对党地位並滑落成第三大黨。該黨在2000年大选后的議席總數更降至38席，部分輿論遂批评迪塞普有欠競選能力，但他的黨魁地位并没有受到威胁。

### 2000年代初
保罗·马丁於2003年末接替让·克雷蒂安出任总理和聯邦自由黨黨魁後不久，涉及該黨的赞助丑闻曝光，惠及魁北克集团。事緣1995年魁獨公投後，執政自由黨政府計劃在魁北克展開宣傳攻勢，宣揚聯邦政府對魁北克工業和其他範疇的貢獻，以抗衡魁人黨省政府的魁獨主張。然而該項計劃其後被揭發滥用和误用公帑，迪塞普就此强烈批评自由党。在2004年聯邦大選競選辩论中，迪塞普一方面清晰講解魁人政團的政策立場，另一方面則批評其他聯邦政黨黨魁許下的競選承諾，獲加拿大英法雙語媒体評为该届大选中辩论表現最好的黨魁。魁人政團在該屆大選赢得54个席位，几乎与1993年大選相等，而馬田領導的自由黨則只能保著少數執政地位。
克雷蒂安離任後，迪塞普成为加拿大眾主要政党中在任最久的黨魁。他作為魁人政團黨魁的近期表現獲得好評，惹來外界猜測他會否競逐省級魁北克人黨的党魁職位；該等传言在朗德里（Bernard Landry）於2005年6月4日辞任該黨黨魁后更趨踴躍。然而，迪塞普於同年6月13日表示無意竞逐魁北克人党党魁一职。
贊助醜聞調查報告公開後，由迪塞普領導的魁人政團、哈珀領導的保守黨和林頓領導的新民主黨於2005年11月28日合作通過對自由黨少數政府提出的不信任動議，觸發另一場聯邦大選。魁北克集团黨內要員以至魁獨支持者皆普遍认为迪塞普的個人聲望，加上聯邦自由党在魁北克的民望低落，將有利魁人政團在魁北克贏取多數選票。多名魁獨支持者並寄望魁人政團若在聯邦大選表現理想的話，可让魁北克独立运动再次推向高潮，並為短期内再度舉行独立公投建立基礎。然而，保守黨和留加派的支持度在2006年聯邦大選競選期末段上升，魁北克集团因此仅贏取51个国会议员席位以及43%的整体选票。保守黨在魁北克和安大略的議席數目皆有進帳，足以讓該黨取代自由黨，以少數地位上台執政。魁北克集团未有取得進一步突破，令魁北克民眾對魁獨運動的支持成疑。

### 2000年代末

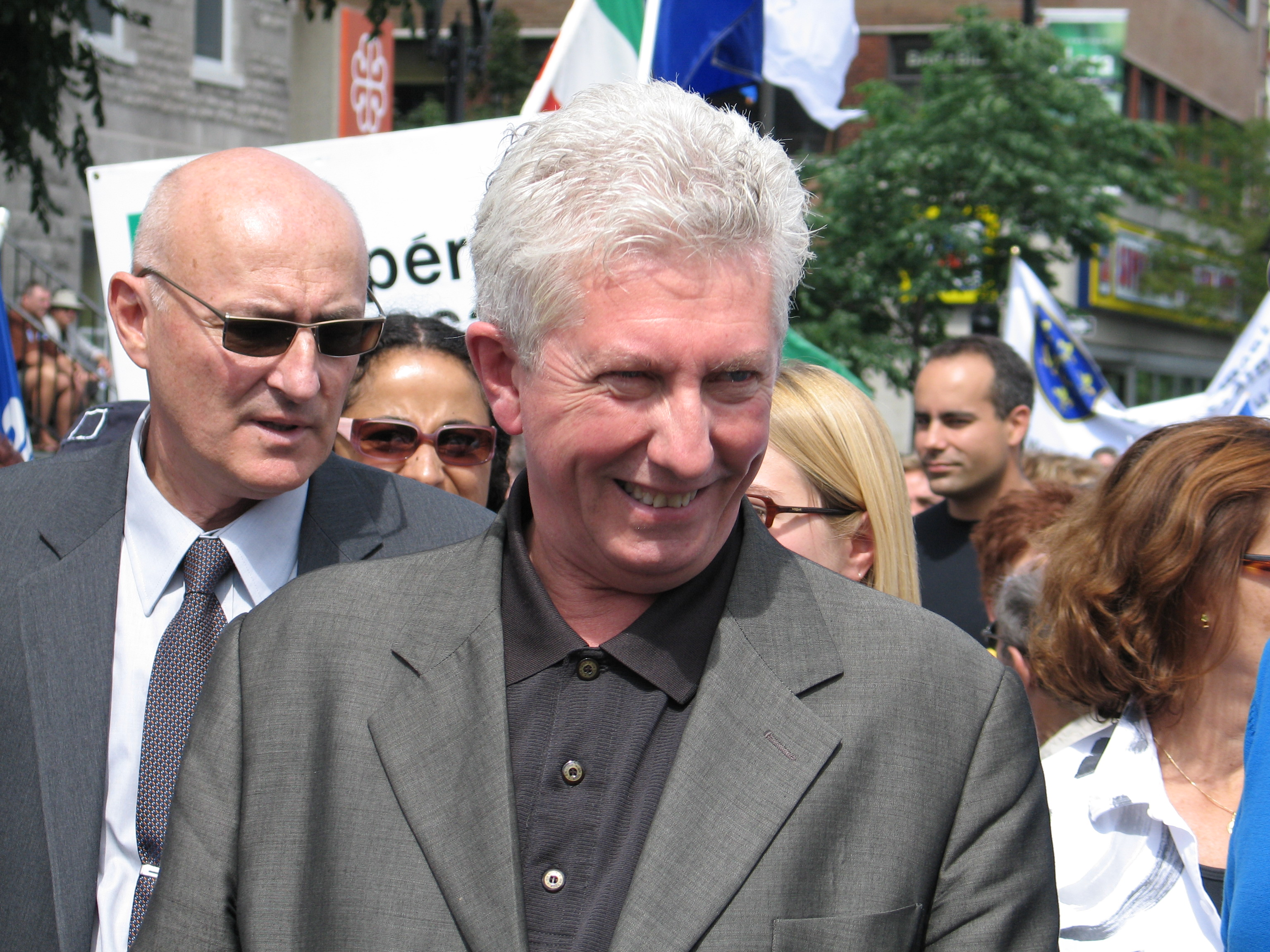
迪塞普出席一場示威活動（攝於2007年）

在2007年3月的魁北克省选中，魁北克人党意外在魁北克国民议会中淪為第三大黨，在魁北克自由党和魁北克民主行动党之后，布瓦克萊爾（André Boisclair）遂於同年5月8日辞任魁北克人党党魁。迪塞普在同年5月11日宣布有意競逐該党党魁，卻於次日宣布退选，並宣布改為支持寶琳·馬華。
迪塞普等人認為聯邦政府和各省政府之間的財政失衡，迪塞普就此向總理哈珀施壓。此外，他亦要求哈珀承認魁北克為一個民族，並強烈反對聯邦政府削減對魁省提供的文化項目撥款。2008年聯邦大選競選期間，迪塞普以魁北克就文化、經濟和懲教事務自決為魁北克集团的政綱重點。該黨最終赢取国会49个席位，比大选前的48席多一个，然而得票率仅達38%，为1997年来最低。
選後保守黨少數政府提出一系列具爭議性的經濟措施，促使自由黨、新民主黨和魁人政團商討推翻保守黨，並籌組聯合政府。迪塞普與另外兩黨黨魁於2008年12月1日簽署協議，向保守黨少數政府提出不信任動議，此後由自由黨和新民主黨組織聯合政府，魁人政團則供給信任。然而，總理哈珀於同月4日向時任總督莊美楷提請將國會休會至2009年1月26日，而自由黨此後則選出新黨魁並改為支持保守黨少數政府的財政預算案，聯合政府遂沒成事。縱雖如此，魁人政團和新民主黨仍繼續投票否決保守黨政府的議案。

### 2010年代初

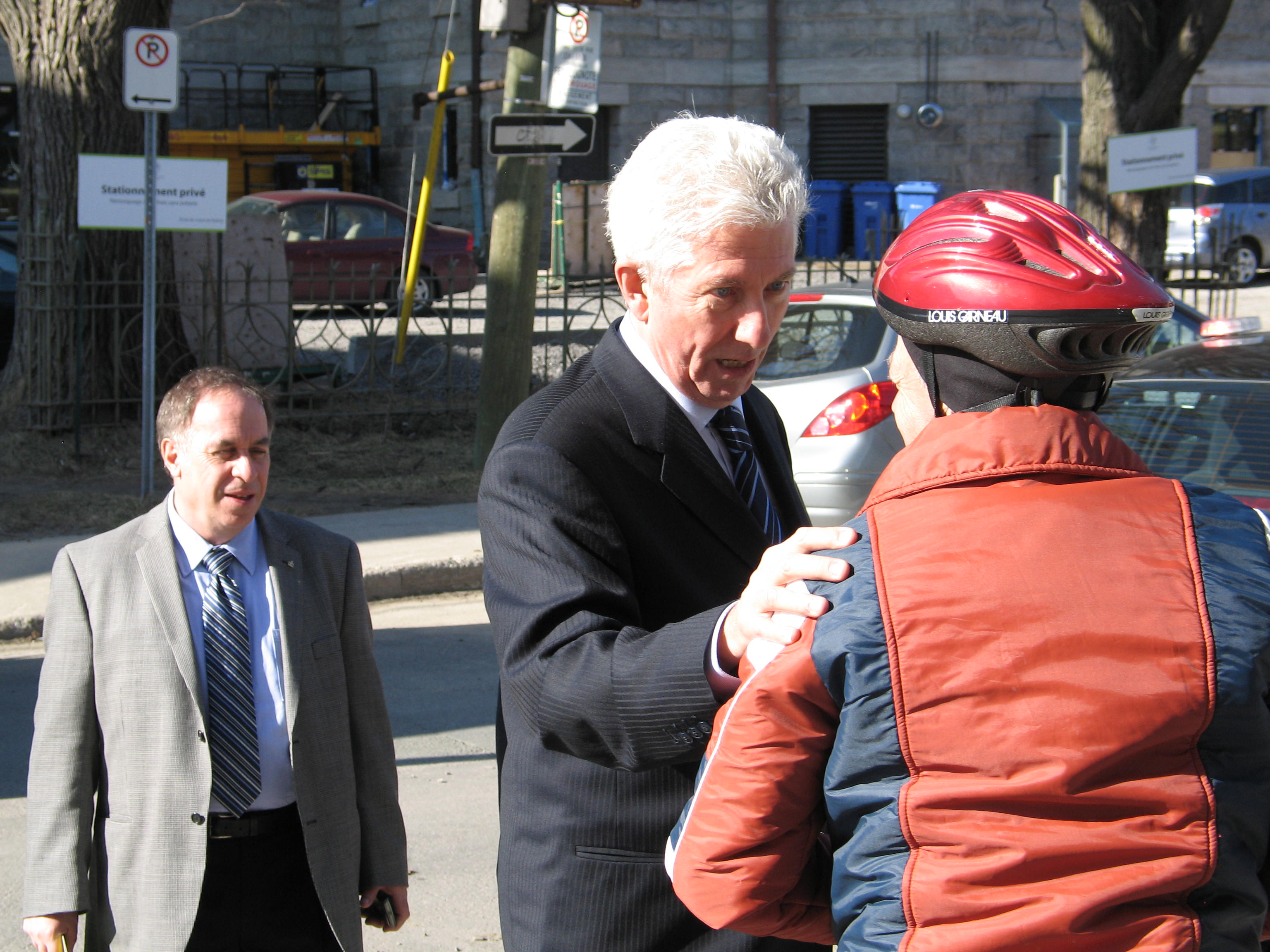
2011年加拿大國會下議院選舉競選期間，迪塞普与一名选民交谈

2011年，國會委員會裁定哈珀政府蔑視國會，自由黨因此向哈珀政府提出不信任動議。在自由黨、新民主黨和魁人政團合作下，下議院於3月25日以156票對145票通過動議，哈珀領導的少數政府因而倒台並觸發聯邦大選。
2011年聯邦大選競選期間，新民主黨黨魁林頓在各場黨魁電視辯論中表現理想，而他於4月3日現身加拿大廣播公司法語電視頻道清談節目以口語化的魁北克法語交談，大受魁北克省法語選民歡迎。此外該黨的左傾政策立場也獲魁省民眾受落，該黨在魁省的支持度因此超越魁人政團。魁人政團在該屆大選慘敗，失去了43个席位，當中大部分自1993年大選以来便为該黨所盤據，迪塞普本人亦於自己的勞里埃－聖瑪莉選區敗予新民主党候選人拉弗迪耶（Hélène Laverdière）。为对魁人政團选举失败負责，迪塞普宣布辞任党魁，但承諾魁北克立国前將不会歇息。
2012年1月，迪塞普被控在七年时间内，動用國會议员办公室的资金來支付魁北克集团的费用。他於同年2月在下議院内部经济审查组作供，否認自己有犯錯。审查组於同年11月裁定迪塞普誤用該筆資金，但事情发生时相關附例尚未修改，故不能处罚迪塞普。

## 離開政壇、短暫復出
迪塞普在大選失败后成為一名政治分析員。魁北克集团在往後年間民望繼續低沉，並面臨内部分裂。加拿大廣播公司報道指該黨黨魁博略（Mario Beaulieu）曾獲民調公司告知，魁北克集团在他領導下無望在魁北克突破20%得票率，但在迪塞普領導下則有機贏取接近30%選票。該黨遂於2015年6月宣布博略辭任黨魁但留任黨主席，而迪塞普則重回党魁之位。為進行上述變動，魁北克集团党派高层同意將黨魁和黨主席分開成兩個職位，並於7月1日生效。
迪塞普於2015年8月2日宣布重回勞里埃－聖瑪莉選區競逐国会大选。在他領導下，魁人政團在該屆聯邦大選赢得10个席位，表現較上屆大選有所改善，但迪塞普本人仍未能成功當选重返國會，遂再次宣布辞职。

## 個人生活
迪塞普於1978年與約蘭德·布魯内爾（Yolande Brunelle）結婚，兩人育有兩名子女，當中阿歷西斯（Alexis Brunelle-Duceppe）於2019年聯邦大選中代表魁人政團首次當選魁省聖讓湖選區（Lac-Saint-Jean）國會下議院議員。

## 外部連結
- 加拿大國會圖書館網站 吉爾·迪塞普議員簡介 （页面存档备份，存于）